# 몇 번이나 꿈속에서 되풀이하는 러브 송/넘치는 마음
《몇 번이나 꿈속에서 되풀이하는 러브 송/넘치는 마음》(何度も夢の中でくり返すラブ・ソング)은 1999년 6월 30일 발매된 TOKIO의 16번째 싱글이다.

## 설명
- 본래 이 곡은 NTV TOKIO의 버라이어티 프로그램 《더! 철완! DASH!!》 기획으로 만든 곡이다. 당시, TOKIO 멤버 가운데 죠시마 시게루, 야마구치 타츠야, 고쿠분 다이치 3명이 길거리 라이브에서 인디 데뷔 목표를 기획한 코너였고, 이후 인디 밴드 유닛 15 minutes로 데뷔하였다.
- 기획에 참여하지 않은 나가세 토모야, 마츠오카 마사히로는 또 다른 인디 밴드 ぴく를 결성하여 멤버 마츠오카가 이마와노 키요시로에게 프로듀서를 의뢰해 만들어진 곡이 이 곡.
- 곡은 인디 밴드로서 먼저 판매된 후, 프로그램 기획 종료와 함께 레이블을 통해 정식으로 TOKIO의 싱글로 발매하였고, 〈溢れる想い〉와 함께 Double A-Side 싱글로 발매되었다.
- 〈溢れる想い〉은 발매 전에 가사가 바뀌었다. 후지TV 방송《Sports Party 지금 꿈 속!》의 엔딩곡으로 발매 전 방송 되었을 때에는 가사가 달랐다.
- 2009년 TOKIO 라이브 투어 콘서트에서는 22009년 5월, 사망한 이마와노 키요시로를 기리며 새롭게 편곡하였다.

## 수록곡
1. 何度も夢の中でくり返すラブ・ソング
  - 작사·작곡·편곡 : 이마와노 키요시로
2. 溢れる想い
  - 작사 : 와타나베 나츠미 / 작곡 : 시미즈 아키오 / 편곡 : 소오루 도오루, 츠루타 해
3. 何度も夢の中でくり返すラブ・ソング -Instrumental-
4. 溢れる想い -Instrumental-